# Андреевка (Буда-Кошелёвский район)
Андре́евка (бел. Андрэеўка) — упразднённая деревня в Широковском сельсовете Буда-Кошелёвского района Гомельской области Белоруссии.
В связи с радиационным загрязнением после Чернобыльской катастрофы жители (29 семей) переселены в чистые места.

## География

### Расположение
В 25 км на восток от районного центра и железнодорожной станции Буда-Кошелёвская (на линии Жлобин — Гомель), 33 км от Гомеля.

### Гидрография
На юге и западе мелиоративные каналы, на река Липа (приток реки Сож).

## Транспортная сеть
Транспортные связи по просёлочной дороге, затем по шоссе Довск — Гомель.
Планировка состоит из прямолинейной улицы, ориентированной с юго-востока на северо-запад, к которой на севере под прямым углом присоединяется короткая прямолинейная улица. Застройка двусторонняя, деревянными домами усадебного типа.

## История
Обнаруженный археологами курганный могильник (50 насыпей, за 1,5 км на северо-восток от деревни, на левом берегу реки Липа, в урочище Остров) свидетельствует о заселении этой территории с далекой древности. Современная деревня известна с начала XX века. В 1909 году хутор, 105 десятин земли в Дудичской волости Рогачёвского уезда Могилёвской губернии.
В 1926 году в Чечерском районе Гомельского округа. В 1930 году организован колхоз. Во время Великой Отечественной войны оккупанты сожгли 21 двор, 13 жителей деревни погибли на фронте. Входила в состав колхоза «Коминтерн» (центр — деревня Широкое).

## Население

### Численность
- 2004 год — жителей нет.

### Динамика
- 1909 год — 1 двор, 7 жителей.
- 1926 год — 32 двора, 175 жителей.
- 1940 год — 45 дворов, 223 жителя.
- 1980-90-е — жители (29 семей) переселены.